# Drama (EP de Aespa)
Drama é o quarto extended play (EP) do girl group sul-coreano Aespa. Foi lançado pela SM Entertainment em 10 de novembro de 2023 e contém seis faixas, incluindo o single principal de mesmo nome.

## Antecedentes e lançamento
Em fevereiro de 2023, o grupo apresentou as canções inéditas: "Hot Air Balloon", "YOLO" e "Don't Blink" em seu primeiro concerto, Synk: Hyper Line. Em 10 de outubro, a SM Entertainment anunciou que o grupo lançaria seu quarto EP intitulado Drama em 10 de novembro. Seis dias depois, a programação promocional foi divulgada. Em 30 de outubro, o vídeo teaser de amostra de humor foi lançado. Em 3 de novembro, o vídeo teaser do medley de destaque foi lançado. Em 6 de novembro, vídeos teaser inspirados no conceito de drama televisivo foram lançados para Winter e Giselle, com teasers de Karina e Ningning seguindo no dia seguinte. Em 8 de novembro, o teaser do videoclipe do single "Drama" foi lançado. O EP foi lançado junto com o videoclipe de "Drama" em 10 de novembro.

## Concepção
De acordo com a SM Entertainment, Drama apresentará as "personalidades em evolução" de Aespa com "música fresca", ao mesmo tempo em que "também se baseará em uma narrativa anterior", já que o grupo está "agora saindo do trauma causado por uma série de eventos com  'Synk Out' e 'Hallucination Quest' [no enredo do grupo no SMCU]".

## Composição
A edição padrão de Drama consiste em seis faixas de vários gêneros, incluindo hip-hop, dance e pop acústico. Tal como acontece com os lançamentos anteriores do grupo, Drama irá "trazer um novo capítulo à sua tradição SMCU" ao escrever histórias através de “músicas e visuais únicos". A faixa-título, "Drama", foi descrita como uma canção hip-hop e dance com "um som de bateria agressivo e baixo sintetizado sofisticado" com letras sobre ter "atitude confiante de que toda história começa com Aespa". A segunda faixa "Trick or Trick" foi descrita como uma canção dance com com um baixo pesado 808 e "um charme hipnótico". A terceira faixa "Don't Blink" é uma canção pop com uma faixa minimalista e sofisticada centrada em "uma alegre guitarra elétrica". A quarta faixa "Hot Air Balloon" é uma canção dance "atraente" com um "som fofo e único e um refrão fácil e cativante." A quinta faixa "YOLO" é uma canção dance com "uma faixa enérgica, transmitindo a energia positiva de Aespa." A sexta faixa, "You", é uma canção pop acústica com uma melodia "agradável", com letras "cheias de sinceridade para os [fãs do grupo]". Na edição digital que traz o single em inglês lançado anteriormente pelo grupo "Better Things" como faixa bônus, destaca-se como uma canção dance "acelerada" caracterizada por "som de percussão rítmica" com letras sobre "ignorar o passado" enquanto "concentra o tempo determinado em coisas mais valiosas".

## Desempenho comercial
Drama estreou em terceiro lugar na Circle Album Chart da Coreia do Sul na edição da parada datada de 19 a 25 de novembro de 2023. No Japão, o EP estreou na posição 27 na Billboard Japan Hot Albums na edição da parada datada de 15 de novembro de 2023; em sua parada componente, o EP estreou em 11º lugar no Top Download Albums. Na parada da Oricon, o EP estreou em 11º lugar na Albums Chart, e número dez na Combined Albums Chart na edição da parada datada de 27 de novembro de 2023.
Nos Estados Unidos, Drama estreou no número 33 na Billboard 200, e número dois na Billboard World Albums na edição da parada datada de 25 de novembro de 2023. No Reino Unido, o EP estreou na décima posição na UK Album Downloads Chart da OCC, número 33 na UK Albums Sales, e número 45 no UK Physical Albums na edição das paradas datada de 17 a 23 de novembro de 2023. Na Austrália, o EP estreou em quarto lugar na ARIA Top 20 Hitseekers Albums Chart na edição de 20 de novembro de 2023. Na França, o EP estreou na 30ª posição no Top Albums da SNEP na edição da parada datada de 17 de novembro de 2023. Na Hungria, o EP estreou na 19ª posição na MAHASZ Top Albums 40 Chart na edição de 10 a 16 de novembro de 2023. Na Polônia, o EP estreou na posição 28 no OLiS da ZPAV na edição da parada datada de 10 a 16 de novembro de 2023. Na Escócia, o EP estreou na posição 43 na Scottish Albums Chart da OCC na edição da parada datada de 17 a 23 de novembro de 2023. Na Espanha, o EP estreou na posição 79 na PROMUSICAE Top 100 Albums Chart na edição de 10 a 16 de novembro de 2023.
De acordo com o Global Music Report da Federação Internacional da Indústria Fonográfica (IFPI) para 2023, Drama foi o vigésimo álbum mais vendido em todo o mundo, tendo vendido 1,5 milhão de unidades.

## Recepção crítica
| Críticas profissionais | Críticas profissionais |
| Avaliações da crítica  | Avaliações da crítica  |
| Fonte                  | Avaliação              |
| ---------------------- | ---------------------- |
| Clash                  | 7/10                   |

Abbie Aitken, escrevendo para Clash, chamou Drama como "uma expansão bem-vinda ao universo Aespa [ao] apresentar as proezas vocais de [Aespa] e destaca sua musicalidade versátil". Ela concluiu que a "narrativa ficou um pouco confusa [pela] energia geral, especialmente do [single principal], [fazendo o ouvinte] se sentir excitado [enquanto] ansioso por mais".

## Promoção
Antes do lançamento de Drama, em 10 de novembro de 2023, Aespa realizou um evento ao vivo chamado "Aespa Drama Countdown Live" no YouTube, TikTok, Weverse e Idol Plus, com o objetivo de apresentar o álbum e se conectar com sua base de fãs. Além disso, o grupo também abriu uma loja pop-up chamada "Aespa Week? Drama City?" em Seul, Coreia do Sul, de 10 a 26 de novembro, para “comemorar o lançamento do álbum”.

## Lista de faixas
| Drama – CD     |                   |                                                    |                                                                                        |                                                        |         |  |
| N.º            | Título            | Letras                                             | Música                                                                                 | Arranjo                                                | Duração |  |
| 1.             | "Drama"           | Bang Hye-hyun (JamFactory) Ellie Suh (123/Joombas) | No Identity Waker (153/Joombas) Ejae Charlotte Wilson                                  | No Identity                                            | 3:35    |  |
| 2.             | "Trick or Trick"  | Kim Min-ji (JamFactory)                            | Kristin Langsrud August Dagestad Johanne Lid Stian Nyhammer Olsen                      | Olsen                                                  | 2:55    |  |
| 3.             | "Don't Blink"     | Hwang Yu-bin (VeryGoods)                           | Dillon Deskin Tima Dee Deanna Villarreal                                               | Deskin                                                 | 2:49    |  |
| 4.             | "Hot Air Balloon" | Jo Yun-kyoung                                      | Moa "Cazzi Opeia" Carlebecker Ellen Berg Alysa Nermin Harambasic Olsen                 | Olsen Alysa                                            | 3:19    |  |
| 5.             | "YOLO"            | Na Yun-jeong (Lalala Studio)                       | Albi Albertsson (Clarity-X) Anna Timgren                                               | Albi Albertsson (Clarity-X)                            | 3:09    |  |
| 6.             | "You"             | Lee O-neul                                         | Jake K (Artiffect) Maria Marcus MCK (Artiffect) St_Knox (Artiffect) Louise Frick Sveen | Jake K (Artiffect) MCK (Artiffect) St_Knox (Artiffect) | 3:23    |  |
| Duração total: | Duração total:    | Duração total:                                     | Duração total:                                                                         | Duração total:                                         | 19:11   |  |

| Drama – Download digital/streaming |                 |                            |                            |                            |         |  |
| N.º                                | Título          | Letras                     | Música                     | Arranjo                    | Duração |  |
| 7.                                 | "Better Things" | Leroy Clampitt Rachel Keen | Leroy Clampitt Rachel Keen | Leroy Clampitt Rachel Keen | 3:23    |  |
| Duração total:                     | Duração total:  | Duração total:             | Duração total:             | Duração total:             | 22:34   |  |

## Desempenho nas paradas musicais
| Parada (2023)                      | Melhor posição |
| ---------------------------------- | -------------- |
| Austrália (ARIA Hitseekers Albums) | 4              |
| Coreia do Sul (Circle)             | 3              |
| Croácia (HDU International Albums) | 5              |
| Escócia (Official Scottish Albums) | 43             |
| Espanha (PROMUSICAE)               | 79             |
| Estados Unidos (Billboard 200)     | 33             |
| Estados Unidos (Top World Albums)  | 2              |
| França (SNEP)                      | 30             |
| Húngara (MAHASZ)                   | 19             |
| Japão (Oricon)                     | 5              |
| Japão (Oricon Combined Albums)     | 5              |
| Japão (Billboard Japan Hot Albums) | 5              |
| Polônia (ZPAV)                     | 28             |
| Portugal (AFP)                     | 5              |
| Reino Unido (UK Digital Albums)    | 10             |
| Reino Unido (OCC Albums Sales)     | 33             |
| Reino Unido (OCC Physical Albums)  | 45             |

| Parada (2023)          | Posição |
| ---------------------- | ------- |
| Japão (Oricon)         | 19      |
| Coreia do Sul (Circle) | 5       |

| Parada (2023)          | Posição |
| ---------------------- | ------- |
| Coreia do Sul (Circle) | 30      |

## Certificações
| Região                                                    | Certificação | Unidades/vendas |
| --------------------------------------------------------- | ------------ | --------------- |
| Coreia do Sul (Circle)                                    | Milhão       | 1.000.000^      |
| ^valores das remessas são baseados apenas na certificação |              |                 |

## Histórico de lançamento
| Região        | Data                   | Formato(s)                 | Gravadora(s)    |
| ------------- | ---------------------- | -------------------------- | --------------- |
| Coreia do Sul | 10 de novembro de 2023 | CD                         | SM Kakao Warner |
| Várias        | 10 de novembro de 2023 | Download digital streaming | SM Kakao Warner |